# Lindsay Sloane
Lindsay Sloane Leikin (New York, 8 agosto 1977) è un'attrice statunitense.

## Biografia

### Carriera
D'origine ebraica, il primo personaggio ricorrente che Lindsay Sloane interpretò fu quello di Alice Pedermeir nel telefilm The Wonder Years, dal 1991 al 1993. Successivamente passò a Valerie Birkhead nel telefilm Sabrina, vita da strega, dal 1997 al 1999. In questi due telefilm interpretava delle ragazze un po' imbranate, migliori amiche della "ragazza carina" o della protagonista, come nel caso di Sabrina, vita da strega. Entrò nel cast delle serie Grosse Pointe e The Stones. Lindasy apparve anche in episodi di Dharma & Greg, My So-Called Life, That 70s Show, West Wing - Tutti gli uomini del Presidente, e Entourage. I film in cui ha preso parte sono Ragazze nel pallone, Exposed, Matrimonio impossibile, Nancy Drew e Sabrina nell'isola delle sirene. I suoi ultimi film, usciti nel 2008 sono La sposa fantasma e Un marito di troppo.
Appare come personaggio fisso in metà della prima serie di Dark Angel: era Kendra, coinquilina e amica di Max.
Inoltre partecipa a un episodio della serie televisiva How I Met Your Mother della quinta stagione intitolato Doppio appuntamento.

### Vita personale
Nel 2004, Lindsay sposò Dar Rollins, un agente per l'"International Creative Management". Lindsay è amica delle attrici Melissa Joan Hart e Sarah Michelle Gellar. Fu anche testimone di nozze di quest'ultima alle sue nozze con Freddie Prinze Jr., nel 2002.
Dal marito, ha avuto due figlie: Maxwell Lue (2012) e Pippa Jean (2017).
Si è promessa di essere solo amica dei suoi colleghi, visto che quando era fidanzata con Nate Richert, che recitava nel telefilm Sabrina, vita da strega nel ruolo di Harvey Kinkle, era indispettita dal fatto che quest'ultimo dovesse baciare ed essere fidanzato di Melissa Joan Hart, per esigenze di copione.

## Filmografia

### Cinema
- Seven Girlfriends, regia di Paul Lazarus (1999)
- Ragazze nel pallone (Bring It On), regia di Peyton Reed (2000)
- Matrimonio impossibile (The In-Laws), regia di Andrew Fleming (2003)
- Exposed, regia di Misti Barnes (2003)
- Dog Gone Love, regia di Rob Lundsgaard (2004)
- TV Set (The TV Set), regia di Jake Kasdan (2006)
- Nancy Drew, regia di Andrew Fleming (2007) - non accreditata
- La sposa fantasma (Over Her Dead Body), regia di Jeff Lowell (2008)
- Un marito di troppo (The Accidental Husband), regia di Griffin Dunne (2008)
- 6 mogli e un papà (The Six Wives of Henry Lefay), regia di Howard Michael Gould (2009)
- Lei è troppo per me (She's Out of My League), regia di Jim Field Smith (2010)
- I poliziotti di riserva (The Other Guys), regia di Adam McKay (2010)
- A Good Old Fashioned Orgy, regia di Alex Gregory, Peter Huyck (2011)
- Come ammazzare il capo... e vivere felici (Horrible Bosses), regia di Seth Gordon  (2011)
- Darling Companion, regia di Lawrence Kasdan (2012)
- Come ammazzare il capo 2 (Horrible Bosses 2), regia di Sean Anders (2014)
- Ricomincio da te - Endings, Beginnings (Endings, Beginnings), regia di Drake Doremus (2020)

### Televisione
- Blue Jeans (The Wonder Years) - serie TV, 6 episodi (1991-1993)
- My So-Called Life - serie TV, episodio 1x09 (1994)
- CBS Schoolbreak Special - serie TV, episodio 12x05 (1995)
- Too Something - serie TV, episodio 1x19 (1995)
- Mr. Rhodes - serie TV, 7 episodi (1996-1997)
- Terra promessa (Promised Land) - serie TV, episodio 1x20 (1997)
- Sabrina, vita da strega (Sabrina: The Teenage Witch) - serie TV, 51 episodi (1997-1999)
- Working City - serie TV, episodio 1x02 (1997)
- Dharma & Greg - serie TV, episodio 1x12 (1997)
- Sabrina nell'isola delle sirene (Sabrina Down Under), regia di Kenneth R. Koch (1999) - film TV
- Student Affairs, episodio pilota scartato (1999)
- That '70s Show - serie TV, episodi 2x09-2x18 (1999-2000)
- M.Y.O.B. - serie TV, episodio 1x02 (2000)
- West Wing - Tutti gli uomini del Presidente (West Wing) - serie TV, episodio 1x18 (2000)
- Grosse Pointe - serie TV, 17 episodi (2000-2001)
- The Fighting Fitzgeralds - serie TV, episodio 1x10 (2001)
- Strange Frequency - serie TV, episodio 1x05 (2001)
- Going to California - serie TV, episodi 1x01-1x02-1x07 (2001)
- Greg the Bunny - serie TV, episodio 1x03 (2002)
- Homeward Bound, episodio pilota scartato (2002)
- Miss Match - serie TV, episodio 1x18 (2003)
- The Twilight Zone (Strange Frequency 2), regia di Neill Fearnley, Kevin Inch, Jeff Woolnough (2003) - film TV
- The Stones - serie TV, 6 episodi (2004)
- DeMarco Affairs, episodio pilota scartato (2004)
- Crazy, episodio pilota scartato (2005)
- She Said/He Said, episodio pilota scartato (2006)
- Entourage - serie TV, episodio 3x10 (2006)
- Help Me Help You - serie TV, 4 episodi (2006-2007)
- Pulling, episodio pilota scartato (2009)
- How I Met Your Mother - serie TV, episodio 5x02 (2009)
- Livin' on a Prayer, episodio pilota scartato (2010)
- The League - serie TV, episodi 2x12-4x10 (2010-2012)
- Mr. Sunshine - serie TV, episodio 1x03 (2011)
- Childrens Hospital - serie TV, episodi 3x04-6x06 (2011-2015)
- Weeds - serie TV, episodi 7x03-7x04-7x05 (2011)
- Ben and Kate - serie TV, episodio 1x05 (2012)
- Psych - serie TV, episodi 6x12-8x03 (2012-2014)
- Kroll Show - serie TV, episodio 2x10 (2014)
- Playing House - serie TV, 8 episodi (2014-2017)
- Drunk History - serie TV, episodio 2x06 (2014)
- Really, episodio pilota per Amazon Studios (2014)
- The Odd Couple - serie TV, 38 episodi (2015-2017)
- Kings of Con - serie web, episodio 1x10 (2017)
- I'm Sorry - serie web, episodio 1x08 (2017)

### Cortometraggi
- Win a Date, regia di Adam Cohen (1998)
- Morning Departure, regia di William Savage (2008)
- Water Pills, regia di Blake Soper (2009)
- Worst Enemy, regia di Lake Bell (2010)

### Doppiatrice
- Why, Charlie Brown, Why?, regia di Sam Jaimes (1990) - film TV
- Lands of Lore III, videogioco (1999)
- Batman of the Future (Batman Beyond) - serie TV, episodio 2x02 (1999)
- The X's - serie TV, episodio 1x02 (2005)

## Doppiatrici italiane
Nelle versioni in italiano delle opere in cui ha recitato, Lindsay Sloane è stata doppiata da:
- Chiara Gioncardi in Come ammazzare il capo... e vivere felici, Come ammazzare il capo 2, Psych (ep. 6x12), Ricomincio da te - Endings, Beginnings
- Ilaria Latini in Matrimonio impossibile
- Alessia Amendola in La sposa fantasma
- Domitilla D'Amico in Un marito di troppo
- Chiara Oliviero in 6 mogli e un papà
- Rossella Acerbo in Lei è troppo per me
- Tiziana Avarista in I poliziotti di riserva
- Claudia Pittelli in Sabrina, vita da strega
- Cristina Giachero in Dharma & Greg
- Myriam Catania in Help Me Help You
- Letizia Scifoni in Weeds
- Sabrina Duranti in Psych (ep. 8x03)